# Herøy, Nordland
Herøy, Nordland là một đô thị ở tỉnh Nordland phía đông Hà Lan.
Đô thị Herøy được thành lập năm 1864 khi nó được tách khỏi Alstahaug. Ban đầu dân số của Herøy là 2.438. Ngày 1 tháng 7 năm 1917, khu vực phía bắc của Herøy (dân số: 1,530) được tách khỏi Herøy để trở thành đô thị mới Nordvik. Điều này khiến Herøy với 2.555 cư dân.
Ngày 1 tháng 1 năm 1962, một phần của Herøy trên đảo Dønna (dân số 19) được chuyển tới đô thị mới của Dønna. Vào ngày 1 tháng 1 năm 1965, các nhóm đảo Husvær / Sandværet (số dân 461) được chuyển từ Alstahaug đến Herøy. Herøy.

## Tên gọi
Đô thị được đặt tên theo các hòn đảo của Søndre Herøya và Nordre Herøya (Old Norse: Herøyjar). Nguyên tố đầu tiên là herr có nghĩa là "quân đội" (ở đây theo nghĩa của skipaherr có nghĩa là "hạm đội quân đội") và yếu tố cuối cùng là hình thức xác định của øy có nghĩa là "hòn đảo". Âm thanh giữa các hòn đảo có lẽ là một nơi gặp gỡ cho đội tàu Leidang của huyện. Về mặt lịch sử, cái tên được viết là Herø.

## Huy hiệu
Huy hiệu là từ thời hiện đại; Nó đã được cấp vào ngày 3 tháng 7 năm 1987. Vũ khí cho thấy ba chiếc đèn chớp vàng trên nền xanh. Chúng tượng trưng cho lịch sử chèo thuyền trong hòn đảo, và cũng là một canting tên của đô thị đó có nghĩa là một nơi mà một đội tàu thu thập.